# Diócesis de Leribe
La diócesis de Leribe (en latín: Dioecesis Leriben(sis) y en inglés: Roman Catholic Diocese of Leribe) es una circunscripción eclesiástica latina de la Iglesia católica en Lesoto, sufragánea de la arquidiócesis de Maseru. La diócesis tiene al obispo Augustinus Tumaole Bane, O.M.I. como su ordinario desde el 30 de junio de 2009. 

## Territorio y organización
La diócesis tiene 5215 km² y extiende su jurisdicción sobre los fieles católicos de rito latino residentes en los distritos de Butha-Buthe y Leribe.
La sede de la diócesis se encuentra en la ciudad de Hlotse (o Leribe), en donde se hallan la Catedral de Santa Mónica y la Concatedral de San José.
En 2019 en la diócesis existían 19 parroquias.

## Historia
La diócesis fue erigida el 11 de diciembre de 1952 con la bula Quod solet del papa Pío XII, obteniendo el territorio de la diócesis de Maseru (hoy arquidiócesis).
Originalmente sufragánea de la arquidiócesis de Bloemfontein, el 3 de enero de 1961 pasó a formar parte de la provincia eclesiástica de la arquidiócesis de Maseru.
El 19 de marzo de 1975, debido al decreto Excellentissimus de la Congregación para la Evangelización de los Pueblos, la iglesia de San José fue elevada al rango de concatedral.

## Estadísticas
De acuerdo al Anuario Pontificio 2020 la diócesis tenía a fines de 2019 un total de 252 440 fieles bautizados.
| Año                                                                             | Población            | Población | Población      | Sacerdotes | Sacerdotes    | Sacerdotes    | Bautizados por sacerdote | Diáconos permanentes | Religiosos | Religiosos | Parroquias |
| Año                                                                             | Bautizados católicos | Total     | % de católicos | Total      | Clero secular | Clero regular | Bautizados por sacerdote | Diáconos permanentes | Varones    | Mujeres    | Parroquias |
| ------------------------------------------------------------------------------- | -------------------- | --------- | -------------- | ---------- | ------------- | ------------- | ------------------------ | -------------------- | ---------- | ---------- | ---------- |
| 1970                                                                            | 87 090               | 103 200   | 84.4           | 23         | 8             | 15            | 3786                     |                      | 22         | 191        | 2          |
| 1978                                                                            | 127 838              | 283 147   | 45.1           | 18         | 8             | 10            | 7102                     |                      | 20         | 168        | 16         |
| 1990                                                                            | 145 848              | 287 700   | 50.7           | 25         | 10            | 15            | 5833                     |                      | 25         | 141        | 17         |
| 1998                                                                            | 224 010              | 498 800   | 44.9           | 33         | 17            | 16            | 6788                     |                      | 21         | 110        | 18         |
| 2001                                                                            | 224 310              | 499 300   | 44.9           | 29         | 16            | 13            | 7734                     |                      | 21         | 225        | 19         |
| 2003                                                                            | 230 639              | 424 400   | 54.3           | 28         | 18            | 10            | 8237                     |                      | 13         | 226        | 17         |
| 2007                                                                            | 230 639              | 424 400   | 54.3           | 32         | 22            | 10            | 7207                     | 1                    | 16         | 226        | 17         |
| 2013                                                                            | 230 840              | 426 900   | 54.1           | 34         | 26            | 8             | 6789                     |                      | 16         | 161        | 19         |
| 2016                                                                            | 250 645              | 439 462   | 57.0           | 36         | 28            | 8             | 6962                     |                      | 14         | 162        | 19         |
| 2019                                                                            | 252 440              | 440 206   | 57.3           | 37         | 31            | 6             | 6822                     |                      | 8          | 170        | 19         |
| Fuente: Catholic-Hierarchy, que a su vez toma los datos del Anuario Pontificio. |                      |           |                |            |               |               |                          |                      |            |            |            |

## Episcopologio
- Emanuel Mabathoana, O.M.I. † (11 de diciembre de 1952-3 de enero de 1961 nombrado arzobispo de Maseru)
- Ignatius Phakoe, O.M.I. † (3 de enero de 1961-18 de junio de 1968 renunció[4])
- Paul Khoarai † (7 de marzo de 1970-30 de junio de 2009 retirado)
- Augustinus Tumaole Bane, O.M.I., desde el 30 de junio de 2009